# Amrish Puri
Amrish Puri, född 22 juni 1932 i Nawanshahr i Shahid Bhagat Singh Nagar, Punjab, död 12 januari 2005 i Bombay, var en indisk skådespelare.

## Filmografi (urval)
- Indiana Jones och de fördömdas tempel, 1984
- Gandhi, 1982